# Friedrich Schütze-Quest
Friedrich Schütze-Quest (* 16. September 1943 in Herford; † 1. September 2016 in Saarbrücken) war ein deutscher Journalist und Featureautor.

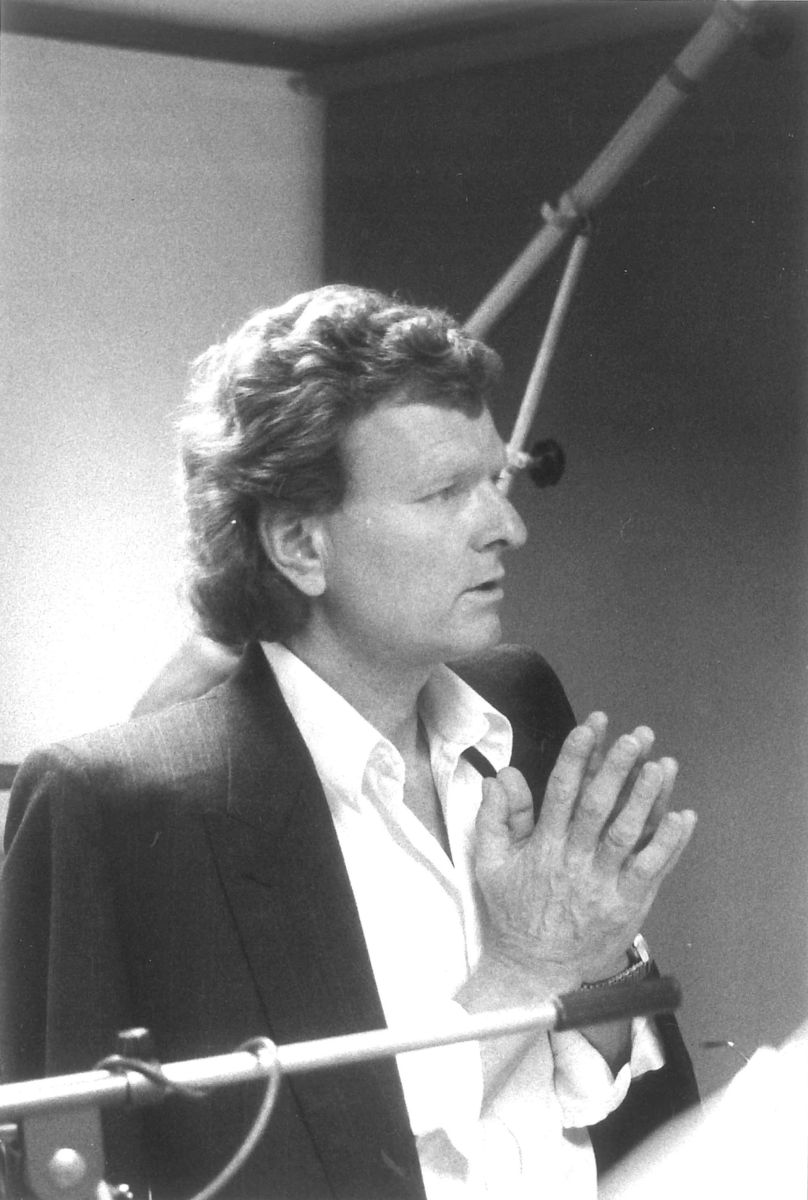
Friedrich Schütze-Quest (etwa 1985)

## Leben
Friedrich Schütze-Quest – ein Neffe des Schauspielers Hans Quest – wuchs in Seehausen am Staffelsee auf und besuchte hier auch die Schule. Sein Vorhaben, Flieger zu werden, scheiterte an einem Augenfehler. Von 1962 bis 1966 absolvierte er dreieinhalb Volontariats-Jahre bei Nachrichten-Agenturen, Zeitungen und Rundfunk. Danach war er bis 1968 Redakteur bei Agenturen und Verlagen. Von 1968 bis 1971 war er Redakteur bei der Tageszeitung Münchner Merkur, danach bis 1978 Reporter und Redakteur im Hörfunk des Westdeutschen Rundfunks und von 1978 bis 1982 leitender Redakteur und Reporter beim Saarländischen Rundfunk. Von 1982 bis 1987 war er als ARD-Korrespondent in Australien und bis 1992 als Reise-Korrespondent für Südost-Asien tätig.
Von da an arbeitete Schütze-Quest als freier Autor und Journalist in Asien, USA, Afrika, Russland und dem Nahen Osten für die ARD und überregionale Tageszeitungen (Die Welt u. a.). Aus seinen oft monatelangen Recherchen entstanden überwiegend Radio-Features für die ARD, in einigen Fällen auch Fernseh-Dokumentationen. Als stimmliches Alter-Ego des Welt-Reisenden Friedrich Schütze-Quest fungierte in den meisten seiner Hörfunk-Dokumentationen der Schauspieler Hans-Peter Bögel.
Schütze-Quest war mit drei Millionen Flugkilometern in über 60 Ländern der am weitesten gereiste Auslandskorrespondent der ARD.
Am 30. September 2016 wurde Friedrich Schütze-Quest auf dem Friedhof in Murnau am Staffelsee beigesetzt.

## Preise
- Das Goldene Kabel 1992 für Nordirland und die IRA
- Axel-Eggebrecht-Preis 2012 der Medienstiftung der Sparkasse Leipzig

## Hörfunk-Dokumentationen (Auswahl)
- Rassenkampf in Uniform – Über das Verhältnis von Schwarz und Weiß in der US-Armee, WDR 1972
- Der Rote Teppich – Über das Bonner Protokoll, WDR 1973
- Flugzeugabsturz – Sensation und Wirklichkeit, WDR 1973
- Tod in Israel – Die Söhne der Ilse Bronner, SFB 1974
- Bohrinsel, WDR 1975
- Der schlafende Krieg – Eine Reportage aus dem Grenzgebiet zwischen Israel, Syrien und dem Libanon, SFB 1975
- Die Rogoszinski’s – von Polen in die Bundesrepublik, WDR 1976
- Los Campesinos – Bei den Indios in den Anden von Peru, SFB 1977
- Antarktis – Beobachtungen und Eindrücke von einer Reise an das Ende der Welt, SFB 1979
- Lieber sterben wir, als so zu leben – Beobachtungen und Gespräche in einem palästinensischen Flüchtlingslager, SFB 1980
- Dann gehen auch wir – Gespräche mit Weißen im ehemaligen Rhodesien, SFB 1981
- Goldbergwerk – Eine Dokumentation über Reiche und Schwarze in Südafrika, SFB 1981
- La Silla ist ein Trauma für den menschlichen Verstand, SFB 1982
- Südsee – das letzte Paradies?, SR 1982
- Taiwan – das vergessene Land, SFB 1983
- Wo Milch und Honig fließen? – In Brunei und Nauro, den beiden reichsten Ländern der Erde, SFB 1984
- Das strahlende Paradies – Besuch auf dem Bikini Atoll, SFB 1985
- Australisches Tagebuch, WDR 1985
- Neuseeland – eine Schweiz am anderen Ende der Welt?, SFB 1985
- Land ohne Identität – Mein Australien, SFB 1985
- Closed camp – Vietnamesische Bootpeople in Hongkong, SFB 1986
- Hongkong ist nicht Asien – aber Asien ist wie Hongkong, SR 1987
- Einsamkeit des Grenzlandreiters – Ein Hörbild aus den entlegensten Teilen Australiens, SFB 1988
- Korea – der Tiger auf dem Sprung, SFB 1988
- Ein aussichtsloser Kampf? – Opium und Politik in Burma/Thailand und Laos, SR 1989
- Der verborgene Krieg – Trugbilder und Realität: Augenschein auf den Philippinen, SFB 1989
- Nordirland und die IRA, SFB 1990
- Vielleicht sogar bis Makassar – Indonesien, SFB 1991
- Kerala – Ein kleiner Bundesstaat Indiens prescht vor, WDR 1992
- Wenn ein Paradies ist auf Erden – Kaschmir: unterwegs auf beiden Seiten der Front, SR 1993
- Bis die Krähen rückwärts fliegen – Das Streben nach mehr Unabhängigkeit in Schottland, WDR 1993
- Wir leben nicht – wir überleben – Ein Hörbild über Bombay und Indien, SFB 1994/1995
- Chinatown – Ein Hörbild aus Singapur, SR 1995
- So kalt ist es hier gar nicht – Schweden, der neue Nachbar in Europa, WDR 1995[8]
- German Doctors – Deutsche Ärzte in der Dritten Welt, SR 1996
- Hallo Erde hier ist der Mond – Ein Wiedersehen mit Apolloastronauten, MDR 1997
- Chinas langer Schatten liegt über Taiwan, SFB 1998
- Radio-Abend: Friedrich Schütze-Quest – Ein Gespräch mit dem Redakteur Holger Jackisch, MDR 1998
- Lufthansa Five Nine Zero – Ein Hörbild übers Fliegen und die Angst davor SR 1999[9]
- Unbekanntes China – Eine Reise in die Provinz einer Weltmacht, MDR 2000
- Nie wieder Indien?, BR 2001
- In der Mitte von nirgendwo – Ein Besuch auf der Insel St. Helena, SR 2002[10]
- Kaliningrad – Leben und Alltag in der russischen Exklave, MDR 2003
- So ist Afghanistan, MDR 2004[11]
- Den Frieden mit Gewalt verhindern – Unterwegs im Nahen Osten, MDR 2005
- Die Illegalen – Dreitausendzweihundert Kilometer entlang der Grenze USA-Mexiko, SR 2006
- Pingpong – Hongkong zehn Jahre nach der Rückgabe an China, MDR 2007[12]

## Fernseh-Dokumentationen
- Antarktis – Zukunft unterm Eis?, Film von Siegrfried Baumann und Friedrich Schütze-Quest, (29 Min.), ARD 1979, Ursendung: 26. Dezember 1979
- Hallo Erde, hier ist der Mond – Ein Wiedersehen mit Apollo-Astronauten, Film von Friedrich Schütze-Quest, (45 Min), ARD/RBB 1997, Ursendung: 25. Juni 1997

## Schriften
- Die Einsamkeit des Grenzlandreiters – Unterwegs als Auslandskorrespondent, 15 Radio-Reisen, Militzke-Verlag Leipzig 2009, ISBN 978-3-86189-823-8.